# Грюнебом, Энди
Энди Грюнебом (англ. Andy Gruenebaum; 30 декабря 1982, Оверленд-Парк, Канзас, США) — американский футболист, вратарь.

## Карьера
Грюнебом — уроженец Оверленд-Парка, штат Канзас. По национальности — еврей. Учился в старшей школе Блю-Вэлли Норт.
В 2001—2005 годах Грюнебом обучался в Кентуккийском университете по специальности «Бизнес», где, пропустив сезон 2001, четыре сезона выступал за университетскую футбольную команду «Кентукки Уайлдкэтс».
В 2005 году в составе клуба «Де-Мойн Менис» Грюнебом выиграл чемпионат Премьер-лиги развития ЮСЛ, став самым ценным игроком чемпионского матча. Также помог любительскому клубу дойти до четвёртого раунда Открытого кубка США 2005.
26 января 2006 года на Дополнительном драфте MLS Грюнебом был выбран в первом раунде под общим третьим номером клубом «Коламбус Крю». Его профессиональный дебют состоялся 20 мая 2006 года в матче против «Ди Си Юнайтед», когда Джон Буш не смог доиграть встречу из-за рецидива травмы колена и ему пришлось выйти на замену на 85-й минуте. В сезоне 2006 он сыграл ещё два раза, выходя в стартовом составе в двух последних матчах чемпионата. Сезон 2007 Грюнебом начал в качестве основного вратаря «Крю», но после десяти матчей главный тренер Зиги Шмид усадил его на скамейку запасных, доверив место в стартовом составе Уильяму Хесмеру. В сезоне 2008, когда «Крю» оформил «золотой дубль», выиграв Supporters’ Shield и Кубок MLS, он провёл всего один матч в чемпионате. В сезоне 2009 сыграл в десяти матчах. В сезоне 2010, пропустив первые три месяца из-за травмы правого бедра, не принимал участия в матчах регулярного чемпионата, но сыграл в обоих матчах плей-офф против «Колорадо Рэпидз», во всех шести матчах Лиги чемпионов КОНКАКАФ 2010/11 и во всех четырёх матчах Открытого кубка США 2010, в том числе в проигранном финале против «Сиэтл Саундерс». В сезоне 2011 провёл два «сухих» матча в чемпионате и сыграл в матче Открытого кубка США против «Ричмонд Кикерс». Сезон 2012 стал для Грюнебома прорывным. Подменяя травмированного Хесмера, он сыграл 33 матча, в восьми из которых оставил свои ворота в неприкосновенности. По итогам сезона он был признан самым ценным игроком и лучшим игроком оборонительного плана клуба. Сезон 2013 также начал в качестве основного вратаря «Крю», но из-за проблем с левым плечом пропустил большое количество матчей во второй половине года.
16 декабря 2013 года Грюнебом был обменян в «Спортинг Канзас-Сити» на пик второго раунда Супердрафта MLS 2016. Дебютировал за «Спортинг КС» 18 июня 2014 года в матче четвёртого раунда Открытого кубка США 2014 против «Миннесоты Юнайтед». За «Спортинг КС» в MLS дебютировал 12 июля 2014 года в матче против «Монреаль Импакт», подменив травмированного Эрика Кронберга. Всего за клуб сыграл 11 матчей в чемпионате, один в кубке и один на групповом этапе Лиги чемпионов КОНКАКАФ 2014/15 — против коста-риканской «Депортиво Саприссы» 18 сентября 2014 года. По окончании сезона 2014 «Спортинг Канзас-Сити» отклонил опцию продления контракта Грюнебома.
12 декабря 2014 года на первом этапе Драфта возвращений MLS Грюнебом был выбран клубом «Сан-Хосе Эртквейкс». Однако, Грюнебом решил завершить карьеру футболиста и 29 января 2015 года в качестве комментатора присоединился к телевещательной сети «Спортинга Канзас-Сити».

## Достижения
Командные
 «Де-Мойн Менис»
- Чемпион Премьер-лиги развития ЮСЛ: 2005

 «Коламбус Крю»
- Чемпион MLS (обладатель Кубка MLS): 2008
- Победитель регулярного чемпионата MLS: 2008, 2009

## Статистика выступлений
| Выступление          | Выступление      | Выступление      | Лига | Лига | Плей-офф | Плей-офф | Кубок | Кубок | Континент | Континент | Итого | Итого |
| Клуб                 | Лига             | Сезон            | Игры | Голы | Игры     | Голы     | Игры  | Голы  | Игры      | Голы      | Игры  | Голы  |
| -------------------- | ---------------- | ---------------- | ---- | ---- | -------- | -------- | ----- | ----- | --------- | --------- | ----- | ----- |
| Коламбус Крю         | MLS              | 2006             | 3    | -2   | —        | —        | 0     | 0     | —         | —         | 3     | -2    |
| Коламбус Крю         | MLS              | 2007             | 10   | -15  | —        | —        | 1     | 0     | —         | —         | 11    | -15   |
| Коламбус Крю         | MLS              | 2008             | 1    | -3   | 0        | 0        | 1     | 0     | —         | —         | 2     | -3    |
| Коламбус Крю         | MLS              | 2009             | 10   | -12  | 0        | 0        | 1     | -1    | 0         | 0         | 11    | -13   |
| Коламбус Крю         | MLS              | 2010             | 0    | 0    | 2        | -2       | 4     | -4    | 6         | -4        | 12    | -10   |
| Коламбус Крю         | MLS              | 2011             | 2    | 0    | 0        | 0        | 1     | -2    | 0         | 0         | 3     | -2    |
| Коламбус Крю         | MLS              | 2012             | 33   | -41  | —        | —        | 0     | 0     | —         | —         | 33    | -41   |
| Коламбус Крю         | MLS              | 2013             | 21   | -28  | —        | —        | 1     | -2    | —         | —         | 22    | -30   |
| Коламбус Крю         | Итого            | Итого            | 80   | -101 | 2        | -2       | 9     | -9    | 6         | -4        | 97    | -116  |
| Спортинг Канзас-Сити | MLS              | 2014             | 11   | -12  | 0        | 0        | 2     | -3    | 1         | -1        | 14    | -16   |
| Всего за карьеру     | Всего за карьеру | Всего за карьеру | 91   | -113 | 2        | -2       | 11    | -12   | 7         | -5        | 111   | -132  |

Источники: Transfermarkt, Soccerway, Football Database EU.